# Laimonas Noreika
Laimonas Noreika, né le 27 novembre 1926 à Joniškis en Lituanie et mort le 31 mai 2007 à Vilnius (Lituanie), est un acteur soviétique puis lituanien.

## Biographie
Laimonas Noreika nait à Joniškis. Depuis 1944 - dans la troupe du Théâtre dramatique de Vilnius. Il suit une formation théâtrale pendant deux ans au Théâtre dramatique Siauliai et, en 1952, à GITIS à Moscou. En 1952-1959 - acteur au Théâtre dramatique musical de Kaunas, en 1959-1963 - au Théâtre dramatique de Kaunas, en 1963-1998 - au Théâtre national d'art dramatique de Lituanie. De 1984 à 1996, il enseigne au Académie de musique et de théâtre de Lituanie.
Sa carrière au cinéma commence en 1947 avec le rôle dans Marytė de Marytė Melnikaitė. 
Depuis 1964, il participe aux programmes de lecture publique de poésie interprétant des œuvres d'Adam Mickiewicz, Simonas Daukantas, Vincas Mykolaitis-Putinas, Justinas Marcinkevičius, Marcelius Martinaitis et d'autres. Il a publié un livre d'essais, Les journaux d'un acteur.
De 1988 à 1991, il est membre du groupe Sąjūdis, une organisation politique nationaliste qui mène la lutte pour l'indépendance lituanienne.
En 2003, il reçoit un insigne commémoratif pour sa contribution personnelle au développement des relations transatlantiques de la Lituanie et à l'occasion de l'invitation de la République de Lituanie à l'OTAN.
Mort le 31 mai 2007, l'acteur est inhumé au cimetière d'Antakalnis.

## Filmographie partielle
- 1965 : Personne ne voulait mourir (Niekas nenorėjo mirti) de Vytautas Žalakevičius
- 1968 : La Saison morte (Мёртвый сезон) de Savva Kouliche
- 1981 : Le Groupe sanguin zéro (Faktas) de Almantas Grikevicius
- 1987 : Les Rendez-vous du minotaure (Визит к Минотавру) de Eldor Ourazbaïev
- 2007 : Guerre et Paix de Robert Dornhelm

## Récompenses et nominations
- Prix national de la culture et de l'art
- Ordre du grand-duc Gediminas